# Neporadza (powiat Rymawska Sobota)
Neporadza – wieś (obec) na Słowacji położona w kraju bańskobystrzyckim, w powiecie Rymawska Sobota. Pierwsze wzmianki o miejscowości pochodzą z roku 1254. 
Według danych z dnia 31 grudnia 2012, wieś zamieszkiwały 274 osoby, w tym 119 kobiet i 155 mężczyzn.
W 2001 roku rozkład populacji względem narodowości i przynależności etnicznej wyglądał następująco:
- Słowacy – 21,84%
- Romowie – 24,57%
- Węgrzy – 52,56%

Ze względu na wyznawaną religię struktura mieszkańców kształtowała się w 2001 roku następująco:
- Katolicy rzymscy – 46,76%
- Ewangelicy – 3,41%
- Ateiści – 10,92%
- Nie podano – 1,02%